# Carnevale di Rio de Janeiro
Il Carnevale di Rio de Janeiro (o semplicemente Carnevale di Rio) è una festa annuale che si tiene a Rio de Janeiro, la seconda città del Brasile.

## Descrizione
I festeggiamenti culminano il giovedì grasso e il martedì grasso, che è l'ultimo giorno di carnevale, dato che il giorno successivo è il mercoledì delle ceneri, con cui iniziano i 40 giorni di digiuno della Quaresima. Il Brasile è una nazione a maggioranza cattolica, per cui l'astinenza quaresimale è molto sentita. Il Carnevale rappresenta un "addio" ai piaceri della carne in vista dei prossimi 40 giorni. Il Carnevale presenta alcune variazioni con la controparte europea e si differenzia nel territorio brasiliano.
Il Carnevale brasiliano viene celebrato in modo diverso nelle varie regioni del paese: quello di Rio è considerato uno dei più famosi in Brasile e in tutto il mondo per via della magnificenza e della ricchezza dei festeggiamenti.
Prima del riconoscimento ufficiale da parte del governo della festa del carnevale come un'"espressione di cultura", i brasiliani erano soliti scatenare sommosse in occasione della festa.

## Storia
Il Carnevale Rio de Janeiro è stato il primo dei Carnevali brasiliani. Le sue origini risalgono agli anni trenta del XIX secolo, quando la borghesia cittadina importò dall'Europa la moda di tenere balli e feste mascherate, molto in voga in Italia e in Francia.
Sul finire del XIX secolo nella città vennero costituite le prime cordões ("corde" in Portoghese), gruppi di gente che sfilava per le strade suonando e ballando. 
Dal blocos ("quartieri"), gruppi di persone legati ad un particolare quartiere della città che sfilano con tamburi e ballerine, vestiti con costumi e magliette a tema per festeggiare il carnevale.
I blocos oggi sono parte integrante della festa a Rio: vi sono più di 100 gruppi con usi e tradizioni diversi, e ogni anno il numero cresce. Alcuni sono numerosi, altri più piccoli; alcuni sfilano per le strade in formazione, altri stanno nello stesso posto.
Ogni bloco ha un posto o una strada in cui festeggiare, e per i più grandi le strade vengono chiuse al traffico. I festeggiamenti cominciano da gennaio e durano fino al termine del carnevale, con gruppi di persone che ballano il samba nel weekend agli angoli delle strade. Solitamente i festeggiamenti avvengono di giorno, o alla fine dell'orario lavorativo.
I blocos compongono loro stessi la musica che suonano in continuazione durante i festeggiamenti, basandosi su classici della samba o su vecchie musiche da carnevale chiamate Marchinhas de carnevale.
Il Carnevale di Rio de Janeiro è noto nel mondo soprattutto per le sfarzose parate organizzate dalle principali scuole di samba della città. Le parate si tengono nel Sambodromo, e sono una delle principali attrattive turistiche del Brasile.
Le Scuole di Samba sono grandi e ricche organizzazioni che lavorano tutto l'anno in preparazione del Carnevale. Le parate durano quattro notti, e fanno parte di una competizione ufficiale suddivisa in sette divisioni alla fine delle quali una scuola verrà dichiarata vincitrice dell'anno.

## Galleria d'immagini

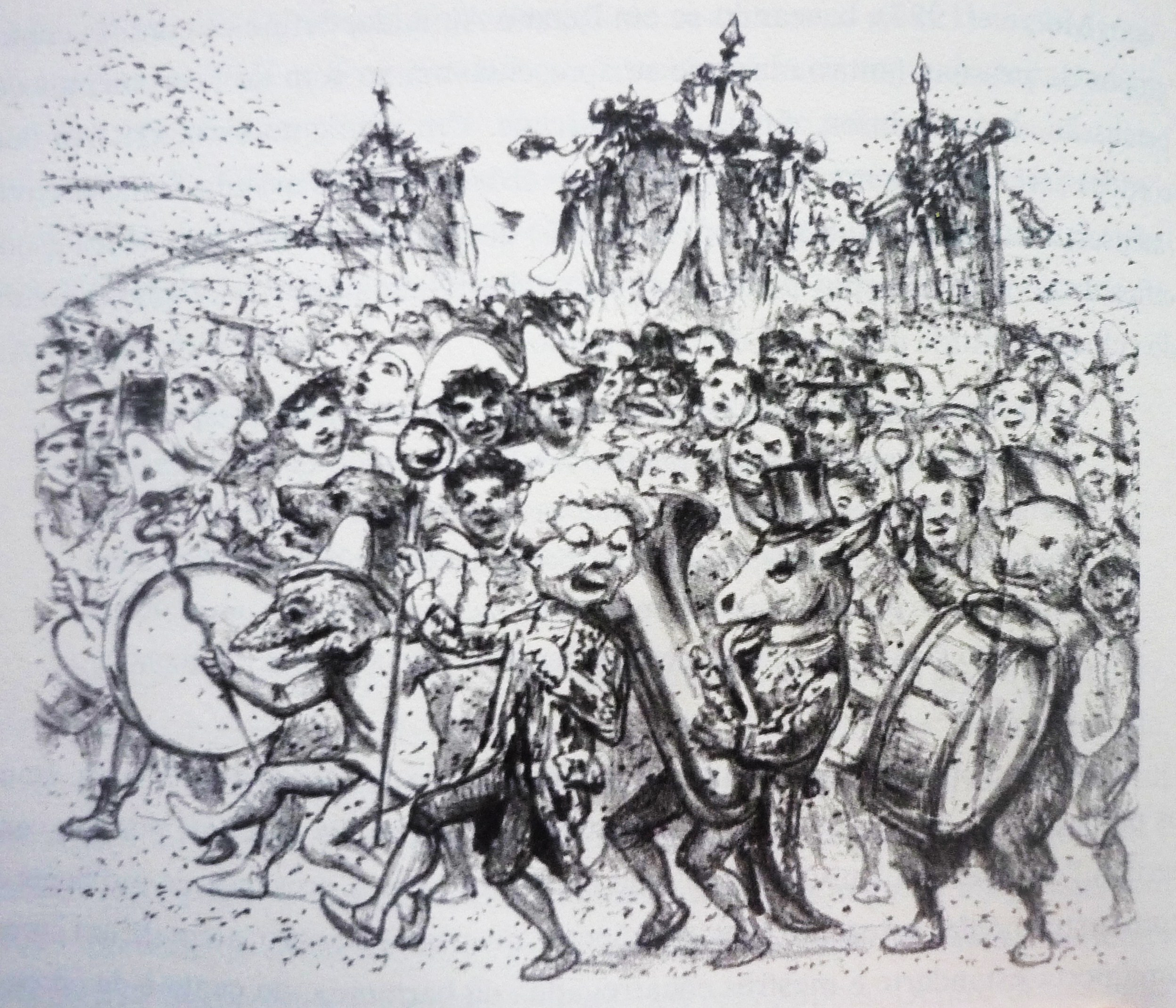
Stampa di una sfilata, 1907
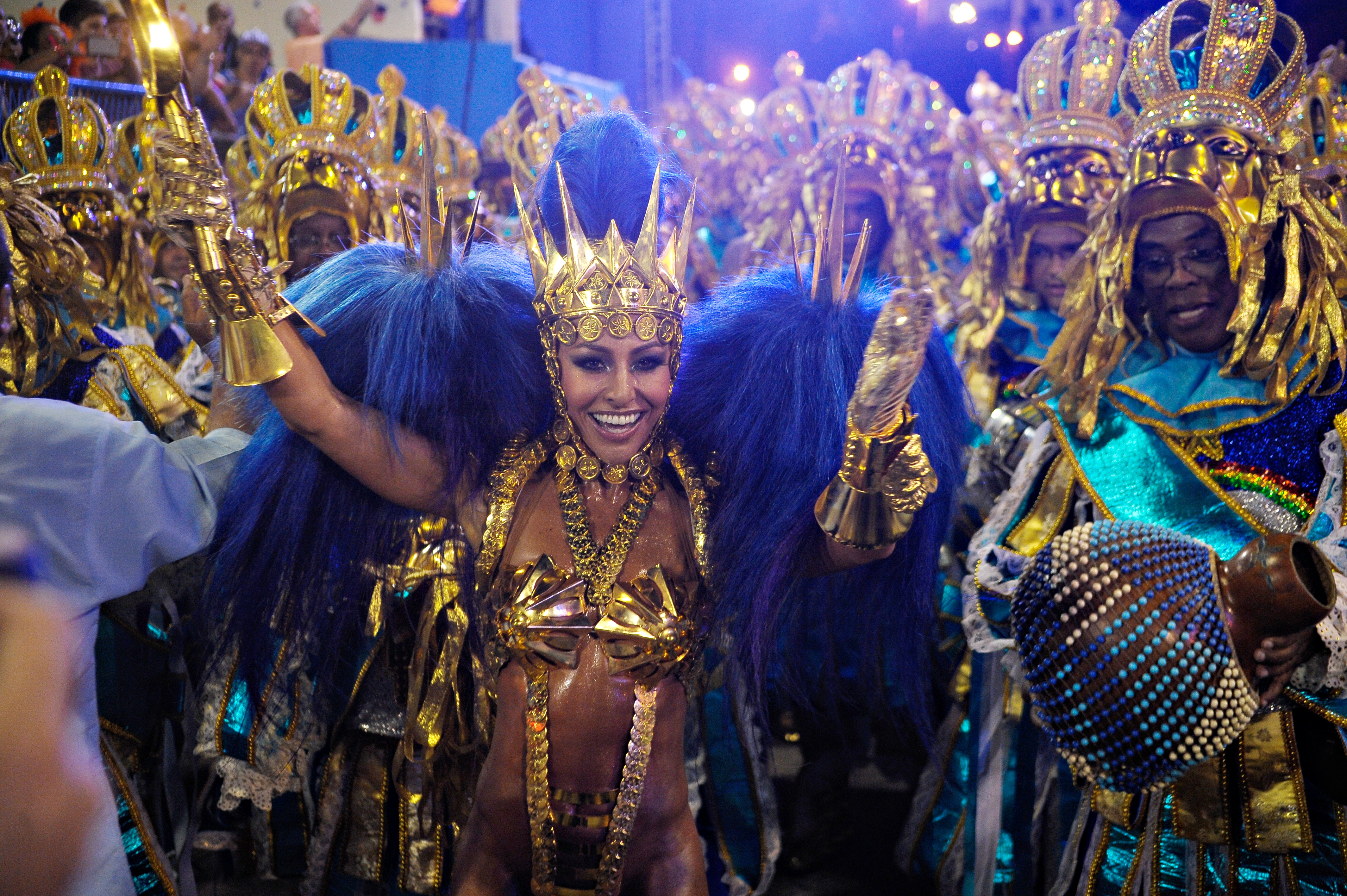
Sabrina Sato, regina della batteria della scuola Unidos de Vila Isabel nel 2016
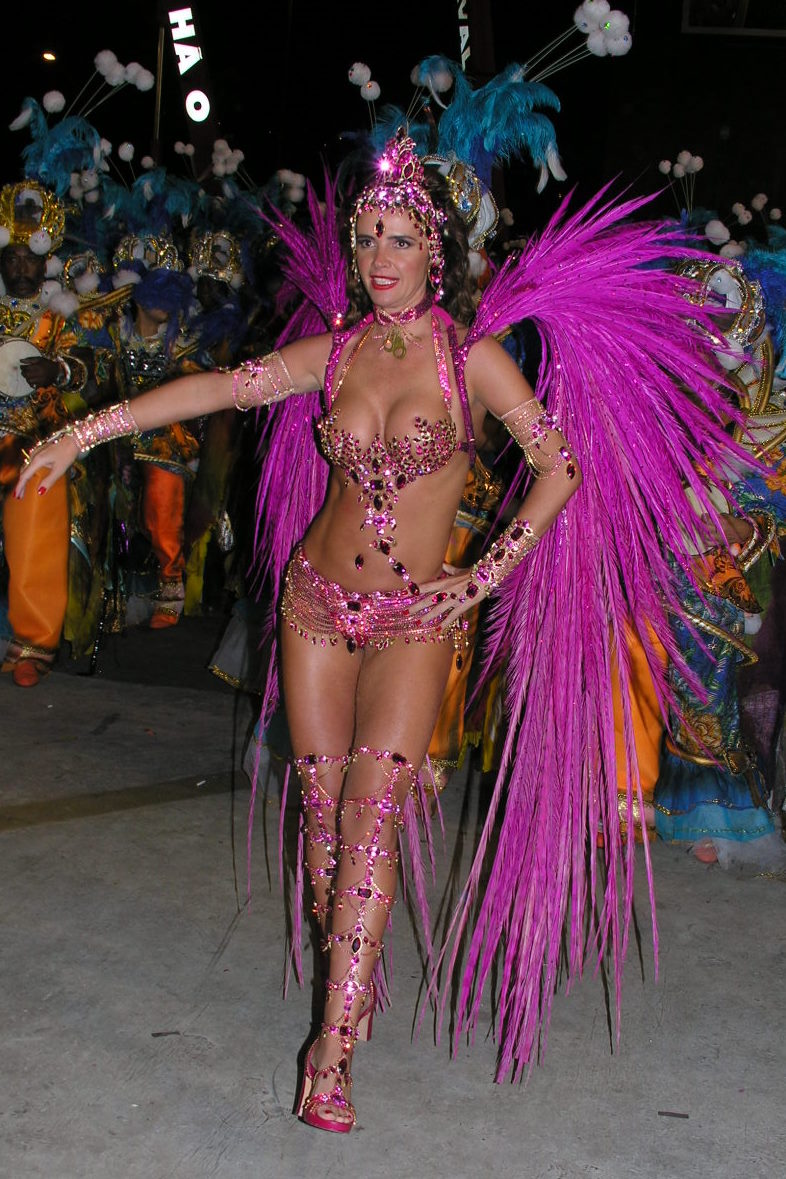
Luma de Oliveira, regine della batteria della scuola Caprichosos de Pilares
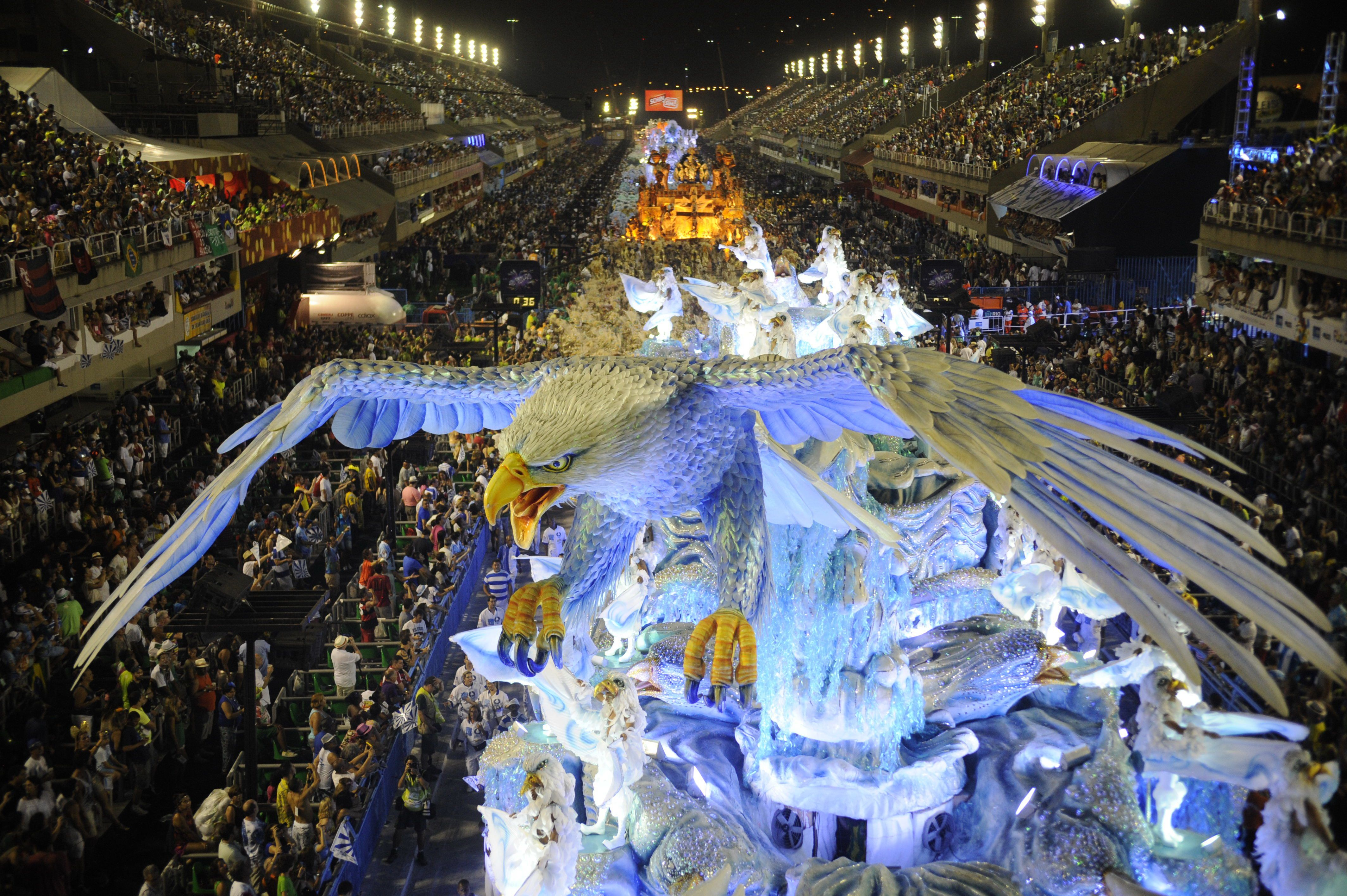
La sfilata della Portela al carnevale del 2015.
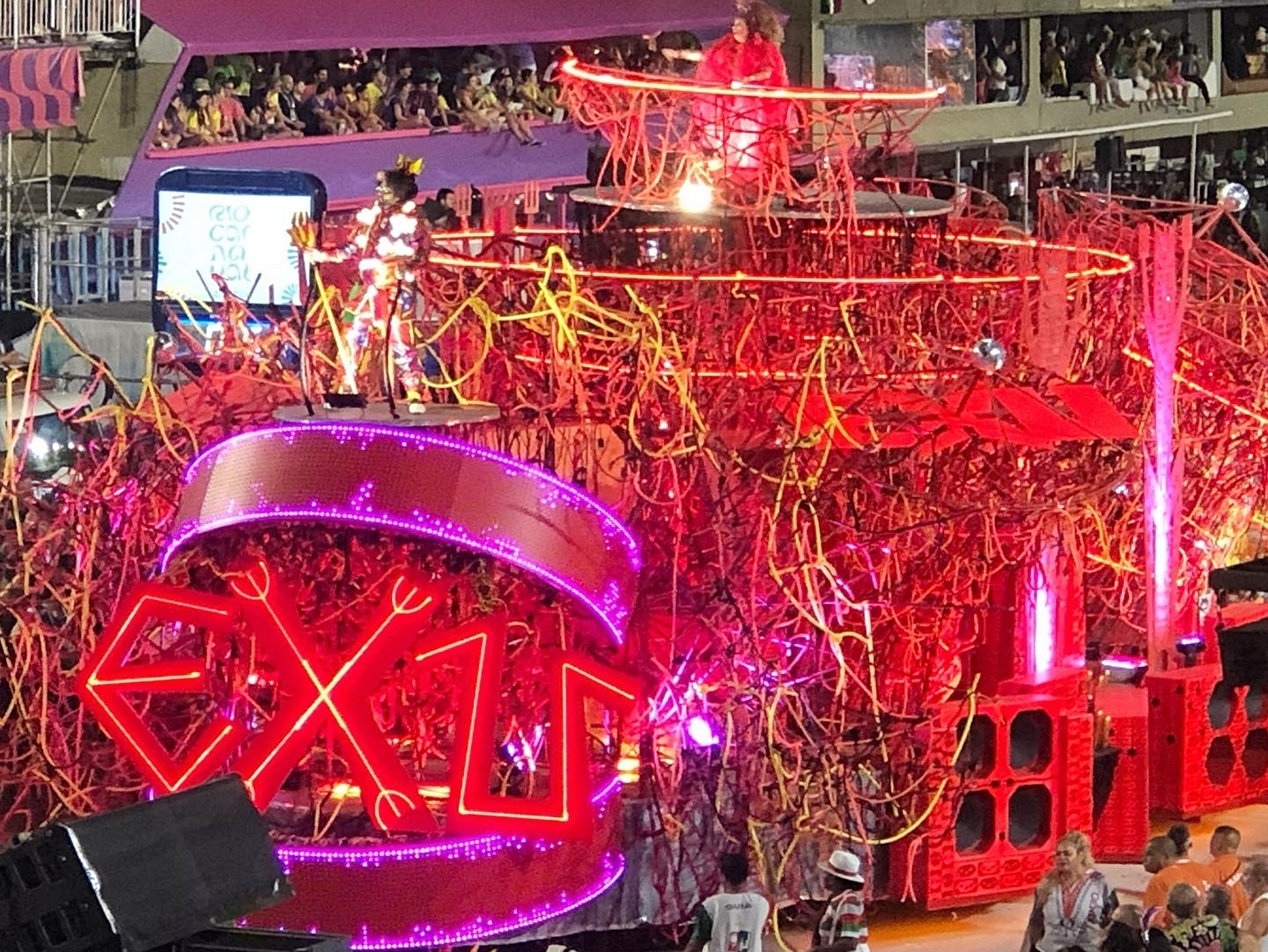
La sfilata dell Acadêmicos do Grande Rio al carnevale del 2022.

## Carnevale 2026
| Gruppo Especial |
| --- |
| - Beija-Flor - Acadêmicos do Grande Rio - Imperatriz Leopoldinense - Unidos do Viradouro - Portela - Estação Primeira de Mangueira - Acadêmicos do Salgueiro - Unidos de Vila Isabel - Unidos da Tijuca - Paraíso do Tuiuti - Mocidade Independente de Padre Miguel - Acadêmicos de Niterói |
| Serie Ouro |
| - Unidos de Padre Miguel - Estácio de Sá - Unidos do Porto da Pedra - União da Ilha do Governador - União de Maricá - Acadêmicos de Vigário Geral - Arranco - União do Parque Acari - Em Cima da Hora - Inocentes de Belford Roxo - Botafogo Samba Clube - Império Serrano - Unidos da Ponte - Unidos de Bangu - Unidos do Jacarezinho |
| Serie Prata |
| - São Clemente - Tradição - Renascer de Jacarepaguá - Acadêmicos de Santa Cruz - Império da Uva - Unidos de Lucas - Fla Manguaça - Acadêmicos da Abolição - União de Jacarepaguá - Independentes de Olaria - Acadêmicos do Cubango - Feitiço Carioca - Império de Nova Iguaçu - Império da Tijuca - Chatuba de Mesquita - Vizinha Faladeira - Alegria do Vilar - Mocidade Unida do Santa Marta - Acadêmicos do Engenho da Rainha - Tubarão de Mesquita - Arrastão de Cascadura - Leão de Nova Iguaçu - Unidos da Vila Santa Tereza - Independente da Praça da Bandeira - Acadêmicos da Rocinha - União do Parque Curicica - Acadêmicos do Dendê - Lins Imperial - Siri de Ramos |
| Serie Bronzo |
| - Flor da Mina do Andaraí - Unidos da Barra da Tijuca - Alegria de Copacabana - Concentra Imperial - Boi da Ilha do Governador - Sereno de Campo Grande - Unidos da Vila Kennedy - Unidos de Cosmos - Unidos do Cabuçu - Unidos da Villa Rica - Mocidade de Vicente de Carvalho - Imperadores Rubro-Negros - Acadêmicos do Recreio - Acadêmicos do Peixe - Leão de Quintino - Caprichosos de Pilares - Império de Brás de Pina - Força Jovem - Rosa de Ouro - Novo Império |
| Gruppo di Valutazione |
| - Raça Rubro-Negra - Império Ricardense - Bangay - Gato de Bonsucesso - Arame de Ricardo - Acadêmicos de Jacarepaguá - Coroado de Jacarepaguá - Mocidade Unida da Cidade de Deus - Império da Resistência - Unidos do Valqueire - Unidos de Manguinhos - Difícil é o Nome - Mocidade Independente de Inhaúma - America Samba e Paixão |

## Albo d'oro

### Albo d'oro della Prima Divisione
- 1932 - Mangueira (1)
- 1933 - Mangueira (2)
- 1934 - Mangueira (3)
- 1934 - Recreio de Ramos (1)
- 1935 - Portela (1)
- 1936 - Unidos da Tijuca (1)
- 1937 - Vizinha Faladeira (1)
- 1939 - Portela (2)
- 1940 - Mangueira (4)
- 1941 - Portela (3)
- 1942 - Portela (4)
- 1943 - Portela (5)
- 1944 - Portela (6)
- 1945 - Portela (7)
- 1946 - Portela (8)
- 1947 - Portela (9)
- 1948 - Império Serrano (1)
- 1949 - Império Serrano (2)
- 1949 - Mangueira (5)
- 1950 - Império Serrano (3)
- 1950 - Mangueira (6)
- 1950 - Prazer de Serrinha (1)
- 1950 - Unidos da Capela (1)
- 1951 - Império Serrano (4)
- 1951 - Portela (10)
- 1953    - Portela (11)
- 1954    - Mangueira (7)
- 1955    - Império Serrano (5)
- 1956    - Império Serrano (6)
- 1957    - Portela (12)
- 1958    - Portela (13)
- 1959    - Portela (14)
- 1960    - Portela (15)
- 1960    - Mangueira (8)
- 1960 - Salgueiro (1)
- 1960    - Unidos da Capela (2)
- 1960    - Império Serrano (7)
- 1961    - Mangueira (9)
- 1962    - Portela (16)
- 1963    - Salgueiro (2)
- 1964    - Portela (17)
- 1965    - Salgueiro (3)
- 1966    - Portela (18)
- 1967    - Mangueira (10)
- 1968    - Mangueira (11)
- 1969    - Salgueiro (4)
- 1970    - Portela (19)
- 1971    - Salgueiro (5)
- 1972    - Império Serrano (8)
- 1973    - Mangueira (12)
- 1974    - Salgueiro (6)
- 1975    - Salgueiro (7)
- 1976 - Beija-Flor (1)
- 1977    - Beija-Flor (2)
- 1978    - Beija-Flor (3)
- 1979 - Mocidade (1)
- 1980 - Imperatriz (1)
- 1980    - Beija-Flor (4)
- 1980    - Portela (20)
- 1981    - Imperatriz (2)
- 1982    - Império Serrano (9)
- 1983    - Beija-Flor (5)
- 1984    - Mangueira (13 14)
- 1984    - Portela (21)
- 1985     - Mocidade (2)
- 1986     - Mangueira (15)
- 1987     - Mangueira (16)
- 1988  - Vila Isabel (1)
- 1989     - Imperatriz (3)
- 1990     - Mocidade (3)
- 1991     - Mocidade (4)
- 1992  - Estácio de Sá (1)
- 1993     - Salgueiro (8)
- 1994     - Imperatriz (4)
- 1995     - Imperatriz (5)
- 1996     - Mocidade (5)
- 1997  - Viradouro (1)
- 1998     - Mangueira (17)
- 1998     - Beija-Flor (6)
- 1999     - Imperatriz (6)
- 2000     - Imperatriz (7)
- 2001     - Imperatriz (8)
- 2002     - Mangueira (18)
- 2003     - Beija-Flor (7)
- 2004     - Beija-Flor (8)
- 2005     - Beija-Flor (9)
- 2006     - Vila Isabel (2)
- 2007     - Beija-Flor (10)
- 2008     - Beija-Flor (11)
- 2009     - Salgueiro (9)
- 2010     - Unidos da Tijuca (2)
- 2011     - Beija-Flor (12)
- 2012     - Unidos da Tijuca (3)
- 2013     - Vila Isabel (3)
- 2014     - Unidos da Tijuca (4)
- 2015     - Beija-Flor (13)
- 2016     - Mangueira (19)
- 2017     - Portela (22)
- 2017     - Mocidade (6)
- 2018     - Beija-Flor (14)
- 2019     - Mangueira (20)
- 2020     - Viradouro (2)
- 2022  - Grande Rio (1) [5][6]
- 2023     - Imperatriz (9)
- 2024     - Viradouro (3)
- 2025     - Beija-Flor (15)

### Albo d'oro della Seconda Divisione
- 1952  - Unidos do Indaiá (1)
- 1953  - Engenho da Rainha (1)
- 1954  - Beija-Flor (1)
- 1955  - União de Jacarepaguá (1)
- 1955  - Paz e Amor (1)
- 1956  - Lins Imperial (1)
- 1956  - União do Centenário (1)
- 1957  - Unidos de Bangu (1)
- 1958  - Mocidade (1)
- 1959  - Unidos de Padre Miguel (1)
- 1960  - Caprichosos (1)
- 1961  - Cabuçu (1)
- 1962     - Unidos de Bangu (2)
- 1963  - Unidos da Capela (1)
- 1964  - Império da Tijuca (1)
- 1965  - Santa Cruz (1)
- 1966  - São Clemente (1)
- 1967  - Estácio (1)
- 1968  - Em Cima da Hora (1)
- 1969     - Santa Cruz (2)
- 1970     - Império da Tijuca (2)
- 1971     - Em Cima da Hora (2)
- 1972  - Tupy de Brás de Pina (1)
- 1973     - Estácio (2)
- 1974  - União da Ilha (1)
- 1975     - Lins Imperial (2)
- 1976     - Império da Tijuca (3)
- 1977  - Arrastão de Cascadura (1)
- 1978     - Estácio (3)
- 1979  - Vila Isabel (1)
- 1980  - Unidos da Tijuca (1)
- 1981     - Estácio (4)
- 1982     - Caprichosos (2)
- 1983     - Estácio (5)
- 1984     - Cabuçu (2)
- 1985  - Unidos da Ponte (1)
- 1986  - Unidos do Jacarezinho (1)
- 1987     - Unidos da Tijuca (2)
- 1988  - Arranco (1)
- 1989     - Santa Cruz (3)
- 1990  - Viradouro (1)
- 1991  - Tradição (1)
- 1992  - Grande Rio (1)
- 1993     - Tradição (2)
- 1994  - Villa Rica (1)
- 1995  - Porto da Pedra (1)
- 1996     - Santa Cruz (4)
- 1997     - Tradição (3)
- 1998  - Império Serrano (1)
- 1999     - Unidos da Tijuca (2)
- 2000     - Império Serrano (2)
- 2001     - Porto da Pedra (2)
- 2002     - Santa Cruz (5)
- 2003     - São Clemente (2)
- 2004     - Vila Isabel (2)
- 2005  - Rocinha (1)
- 2006     - Estácio (6)
- 2007     - São Clemente (3)
- 2008     - Império Serrano (3)
- 2009      - União da Ilha (2)
- 2010      - São Clemente (4)
- 2011   - Renascer (1)
- 2012   - Inocentes (1)
- 2013      - Império da Tijuca (4)
- 2014      - Viradouro (2)
- 2015      - Estácio (7)
- 2016   - Paraíso do Tuiuti (1)
- 2017      - Império Serrano (4)
- 2018      - Viradouro (3)
- 2019      - Estácio (8)
- 2020   - Imperatriz (1)
- 2022    - Império Serrano (5)
- 2023    - Porto da Pedra (3)
- 2024    - Unidos de Padre Miguel (2)
- 2025 - Acadêmicos de Niterói (1)

### Albo d'oro della Terza Divisione
- 1960 - Vila Isabel (1)
- 1961 - Imperatriz (1)
- 1962 - Independentes de Cordovil (1)
- 1963 - Santa Cruz (1)
- 1964 - São Clemente (1)
- 1965 - Estácio (1)
- 1966 - Em Cima da Hora (1)
- 1967 - Unidos do Jacarezinho (1)
- 1968 - Paraíso do Tuiuti (1)
- 1969 - Cabuçu (1)
- 1970 - Cartolinhas de Caxias (1)
- 1971 - Caprichosos (1)
- 1972 - Império de Campo Grande (1)
- 1973    - Santa Cruz (2)
- 1974 - Unidos de Padre Miguel (1)
- 1975 - Arranco (1)
- 1976 - Arrastão de Cascadura (1)
- 1977 - Engenho da Rainha (1)
- 1978 - Em Cima da Hora (1)
- 1979 - Império da Tijuca (1)
- 1980    - Santa Cruz (3)
- 1981 - Unidos da Ponte (1)
- 1982    - Unidos do Jacarezinho (2)
- 1983    - Engenho da Rainha (2)
- 1984    - Arranco (2)
- 1985    - Independentes de Cordovil (2)
- 1986 - Tradição (1)
- 1987 - Paraíso do Tuiuti (1)
- 1988    - Arrastão de Cascadura (2)
- 1989 - Viradouro (1)
- 1990 - Leão de Nova Iguaçu (1)
- 1991 - Rocinha (1)
- 1992    - Arrastão de Cascadura (3)
- 1993 - Villa Rica (1)
- 1994 - Difícil é o Nome (1)
- 1995 - Dendê (1)
- 1996    - Arranco (3)
- 1997    - Lins Imperial (2)
- 1998    - Unidos do Jacarezinho (3)
- 1999    - Rocinha (2)
- 2000 - Leão de Nova Iguaçu (1)
- 2001    - Rocinha (3)
- 2002 - Cubango (1)
- 2003    - Lins Imperial (3)
- 2004 - Vizinha Faladeira (1)
- 2005    - Estácio de Sá (2)
- 2006    - Império da Tijuca (2)
- 2007    - Lins Imperial (3)
- 2008 - Inocentes (1)
- 2009 - Unidos de Padre Miguel (1)
- 2009    - Cubango (2)
- 2010 - Alegria da Zona Sul (1)
- 2011  - Paraíso do Tuiuti (1)
- 2012     - Caprichosos (2)
- 2013    - Em Cima da Hora (3)
- 2014 - Unidos de Bangu (1)
- 2015     - Rocinha (4)
- 2016  - Sossego (1)
- 2017     - Unidos de Bangu (2)
- 2018     - Unidos da Ponte (2)
- 2019  - Vigário Geral (1)
- 2020     - Lins Imperial (4)
- 2020    - Tradição (2)
- 2022 - União de Jacarepaguá (1)
- 2022          - Engenho da Rainha (3)
- 2023 - Sereno (1)
- 2024    - Tradição (3)
- 2025    - Unidos do Jacarezinho (4)

### Albo d'oro della Quarta Divisione
- 1979 - Foliões de Botafogo (1)
- 1980 - Mocidade Unida da Cidade de Deus (1)
- 1981 - Unidos de Nilópolis (1)
- 1982 - Vila Santa Tereza (1)
- 1983    - Mocidade Unida da Cidade de Deus (2)
- 1984 - União de Vaz Lobo (1)
- 1985 - Tradição (1)
- 1986 - Império do Marangá (1)
- 1987    - Mocidade Unida da Cidade de Deus (3)
- 1988 - Leão de Nova Iguaçu (1)
- 1989 - União de Rocha Miranda (1)
- 1990 - Rocinha (1)
- 1991 - Canários das Laranjeiras (1)
- 1992 - Vizinha Faladeira (1)
- 1993 - Boi da Ilha (1)
- 1994 - Dendê (1)
- 1995 - Flor da Mina (1)
- 1996    - Boi da Ilha (2)
- 1997    - Paraíso do Tuiuti (2)
- 1998 - Inocentes (1)
- 1999    - Leão de Nova Iguaçu (2)
- 2000 - Vila Kennedy (1)
- 2001 - Alegria da Zona Sul (1)
- 2002 - Acadêmicos da Barra da Tijuca (1)
- 2003 - Unidos de Lucas (1)
- 2004 - Praça da Bandeira (1)
- 2005 - Curicica (1)
- 2006 - Unidos de Padre Miguel (1)
- 2007 - Mocidade de Vicente de Carvalho (1)
- 2008 - Unidos do Jacarezinho (1)
- 2009 - Sossego (1)
- 2010    - Praça da Bandeira (2)
- 2011    - Vila Santa Tereza (2)
- 2012    - Unidos do Jacarezinho (1)
- 2013 - Cabuçu (1)
- 2014 - Santa Marta (1)
- 2015     - Leão de Nova Iguaçu (3)
- 2016 - Vizinha Faladeira (2)
- 2017  - Unidos das Vargens (1)
- 2018  - União de Maricá (1)
- 2019  - Império da Uva (1)
- 2020  - Caprichosos (1)
- 2022  - Arrastão de Cascadura (1)[7]
- 2022    - Boi da Ilha (3)
- 2023 - Fla Manguaça (1)
- 2024    - Boi da Ilha (4)
- 2025    - Curicica (2)

### Albo d'oro della Quinta Divisione
- 1989 - Rocinha (1)
- 1990 - Vizinha Faladeira (1)
- 1991 - Villa Rica (1)
- 1992 - Vigário Geral (1)
- 1993 - Flor da Mina (1)
- 1994 - Alegria da Zona Sul (1)
- 1995 - União de Vaz Lobo (1)
- 1996 - Unidos do Campinho (1)
- 1997 - Sossego (1)
- 1998 - União de Jacarepaguá (1)
- 1999 - Renascer (1)
- 2000    - Alegria da Zona Sul (2)
- 2001 - Acadêmicos da Barra da Tijuca (1)
- 2002 - Mocidade de Vicente de Carvalho (1)
- 2003 - Praça da Bandeira (1)
- 2004    - Flor da Mina (2)
- 2005 - Unidos de Padre Miguel (1)
- 2006 - Em Cima da Hora (1)
- 2007 - Mocidade de Vicente de Carvalho (1)
- 2008 - Corações Unidos do Amarelinho (1)
- 2008    - Sossego (2)
- 2009 - Engenho da Rainha (1)
- 2010    - Em Cima da Hora (2)
- 2011 - Império da Praça Seca (1)
- 2012 - Unidos de Lucas (1)
- 2013 - Santa Marta (1)
- 2014 - Unidos das Vargens (1)
- 2015     - Vizinha Faladeira (2)
- 2016 - Flor da Mina (3)
- 2017  - Império da Uva (1)
- 2018     - Villa Rica (2)
- 2019     - União de Jacarepaguá  (2)
- 2020  - Arrastão de Cascadura (1)
- 2022 - Fla Manguaça (1)[8]
- 2023 - Alegria do Vilar (1)
- 2024 - Vila Kennedy (1)
- 2025 - Rosa de Ouro (1)

### Albo d'oro del Venerdì Divisione
- 1996 - Alegria da Zona Sul (1)
- 1997 - Mocidade de Inhaúma (1)
- 1997 - Cachambi (1)
- 1998 - Boêmios de Inhaúma (1)
- 1999 - Curicica (1)
- 2000 - Acadêmicos da Barra da Tijuca (1)
- 2001 - Dendê (1)
- 2002 - Sereno (1)
- 2002 - Praça da Bandeira (1)
- 2003 - Flor da Mina (1)
- 2004 - Mocidade Unida da Cidade de Deus (1)
- 2005 - Unidos do Uraiti (1)
- 2006 - Rosa de Ouro (1)
- 2007    - Mocidade de Inhaúma (2)
- 2008 - Imperial de Nova Iguaçu (1)
- 2009 - Favo de Acari (1)
- 2010 - Leão de Nova Iguaçu (1)
- 2011 - Unidos de Lucas (1)
- 2012 - Siri de Ramos (1)
- 2015  - Império da Uva (1)
- 2016 - Nação Insulana (1)
- 2017  - Império Ricardense (1)
- 2018  - Independentes de Olaria (1)
- 2019   - Diversidade (1)